# Liste der Monuments historiques in Autoreille
Die Liste der Monuments historiques in Autoreille führt die Monuments historiques in der französischen Gemeinde Autoreille auf.

## Liste der Objekte
| Bezeichnung                       | Beschreibung                                                                             | Standort                        | Kennzeichnung | Schutzstatus | Datum | Bild |
| --------------------------------- | ---------------------------------------------------------------------------------------- | ------------------------------- | ------------- | ------------ | ----- | ---- |
| Gemälde Stiftung des Rosenkranzes | Ölfarbe auf Leinwand, 18. Jahrhundert                                                    | in der Kirche Ste-Cécile (Lage) | PM70002000    | Inscrit      | 1980  |      |
| Kanzel                            | Holz, farbig gefasst und vergoldet, Schmiedeeisen, um 1788, Entwurf Jean-Claude Disqueux | in der Kirche Ste-Cécile (Lage) | PM70002097    | Inscrit      | 2005  |      |
| Beichtstuhl                       | Holz, um 1788, Entwurf Jean-Claude Disqueux                                              | in der Kirche Ste-Cécile (Lage) | PM70002098    | Inscrit      | 2005  |      |
| Ziborium                          | Silber, zwischen 1798 und 1809                                                           | in der Kirche Ste-Cécile (Lage) | PM70002095    | Inscrit      | 2005  |      |
| Taufaltar                         | Retabel und Gemälde; Holz, Ölfarbe auf Leinwand, um 1788, Entwurf Jean-Claude Disqueux   | in der Kirche Ste-Cécile (Lage) | PM70002096    | Inscrit      | 2005  |      |